# Atractodes minutus
Atractodes minutus là một loài tò vò trong họ Ichneumonidae.